# Campionato italiano di dama
Il Campionato italiano di dama italiana viene organizzato annualmente dalla Federazione Italiana Dama fin dal 1925. Anche se il Campionato Italiano per antonomasia è quello della Categoria Assoluto riservato esclusivamente ai migliori maestri e grandi maestri italiani, in realtà ogni anno vengono anche organizzati diversi Campionati italiani di categoria. L'ammissione ai campionati è stabilita dalla Commissione Tecnica Federale che valuta le richieste di partecipazione accogliendo i damisti che al momento della presentazione della domanda hanno i migliori punteggi nella classifica Elo-Rubele per la propria categoria di appartenenza avendo disputato un minimo di tornei durante l'anno. La sede dei Campionati Italiani generalmente cambia ogni anno

## Albo d'oro della categoria Assoluto
| Anno        | Città                   | Vincitore                           |
| ----------- | ----------------------- | ----------------------------------- |
| 1925        | Milano                  | Aurelio Tagliaferri                 |
| 1926        | Roma                    | Eldo Cavalleri                      |
| 1927        | Verona                  | Eldo Cavalleri                      |
| 1928        | Verona                  | Eldo Cavalleri                      |
| 1929        | Verona                  | Eldo Cavalleri                      |
| 1930        | Mantova                 | Nelusco Botta                       |
| 1931        | Mantova                 | Francesco Lavizzari                 |
| 1932        | Mantova                 | Francesco Lavizzari                 |
| 1933        | Milano                  | Francesco Lavizzari                 |
| 1934        | Mantova                 | Bruno Marchi                        |
| 1935        | Livorno                 | Eldo Cavalleri, Antonio Coppoli     |
| 1936        | Mantova                 | Romeo Vecchini                      |
| 1937        |                         | Non disputato                       |
| 1938        | Bologna                 | Antonio Coppoli                     |
| 1939 - 1947 |                         | Non disputati                       |
| 1948        | Vercelli                | Nelusco Botta                       |
| 1949        | Livorno                 | Renzo Ambrosi                       |
| 1950        | Livorno                 | Angelo Volpicelli                   |
| 1951        | Milano                  | Piero Piccioli                      |
| 1952        | Venezia                 | Marino Saletnik                     |
| 1953        |                         | Non disputato                       |
| 1954        | Riva del Garda          | Piero Piccioli                      |
| 1955        |                         | Non disputato                       |
| 1956        | Milano                  | Piero Piccioli                      |
| 1957        | Verona                  | Roberto Matrunola                   |
| 1958        | Milano                  | Piero Piccioli                      |
| 1959        | Milano                  | Piero Piccioli                      |
| 1960        | Merano                  | Piero Piccioli                      |
| 1961        | Merano                  | Umberto Righi                       |
| 1962        | Merano                  | Roberto Matrunola                   |
| 1963        | Merano                  | Angelo Volpicelli                   |
| 1964        | Merano                  | Manlio Ganni                        |
| 1965        | Bolzano                 | Antonino Maijnelli                  |
| 1966        | Bolzano                 | Antonino Maijnelli                  |
| 1967        | Bolzano                 | Piero Piccioli                      |
| 1968        | Bolzano                 | Alberto Borghetti                   |
| 1969        | Bolzano                 | Marino Saletnik                     |
| 1970        | Bolzano                 | Roberto Matrunola                   |
| 1971        | Bolzano                 | Gilberto Geminiani                  |
| 1972        | Ortisei                 | Guido Badiali                       |
| 1973        | Ortisei                 | Adolfo Battaglia                    |
| 1974        | Bolzano                 | Guido Badiali                       |
| 1975        | Bolzano                 | Cesare Garuti                       |
| 1976        | Bolzano                 | Cesare Garuti                       |
| 1977        | Bolzano                 | Guido Badiali                       |
| 1978        | Bolzano                 | Sergio Zampieri                     |
| 1979        | Bolzano                 | Daniele Berté                       |
| 1980        | Bolzano                 | Daniele Berté                       |
| 1981        | Venezia                 | Daniele Berté                       |
| 1982        | Venezia                 | Adolfo Battaglia                    |
| 1983        | Venezia                 | Marcello Gasparetti                 |
| 1984        | Santa Margherita Ligure | Alessandro Milani                   |
| 1985        | Palermo                 | Ciro Fierro                         |
| 1986        | Bolzano                 | Ciro Fierro                         |
| 1987        | Livorno                 | Claudio Ciampi                      |
| 1988        | Prato                   | Pierluigi Perani                    |
| 1989        | Prato                   | Antonino Maijnelli                  |
| 1990        | Prato                   | Mario Fero                          |
| 1991        | Prato                   | Nicola Fiabane                      |
| 1992        | Prato                   | Michele Borghetti                   |
| 1993        | Prato                   | Michele Borghetti                   |
| 1994        | Livorno                 | Nicola Fiabane                      |
| 1995        | Quartu Sant'Elena       | Michele Borghetti                   |
| 1996        | Marghera                | Nicola Fiabane                      |
| 1997        | Lesina Marina           | Michele Borghetti, Mirco De Grandis |
| 1998        | Quartu Sant'Elena       | Mario Fero                          |
| 1999        | Reggio Calabria         | Michele Borghetti                   |
| 2000        | Penne                   | Michele Borghetti                   |
| 2001        | Grado                   | Michele Borghetti                   |
| 2002        | Marghera                | Michele Borghetti                   |
| 2003        | Spoleto                 | Michele Borghetti                   |
| 2004        | Varazze                 | Michele Borghetti                   |
| 2005        | Mondello                | Michele Borghetti                   |
| 2006        | Fossano                 | Mario Fero                          |
| 2007        | Arta Terme              | Paolo Faleo                         |
| 2008        | San Giovanni Rotondo    | Mario Fero                          |
| 2009        | Lovere                  | Mario Fero                          |
| 2010        | Santa Maria di Leuca    | Mario Fero                          |
| 2011        | Parma                   | Mario Fero                          |
| 2012        | Mantova                 | Mario Fero                          |
| 2013        | Lecce                   | Mario Fero                          |
| 2014        | Lecce                   | Michele Borghetti                   |
| 2015        | Mantova                 | Michele Borghetti                   |
| 2016        | Capo d'Orlando          | Francesco Gitto                     |
| 2017        | Cattolica               | Mirco De Grandis                    |
| 2018        | Zoppola                 | Francesco Gitto                     |
| 2019        | Marina di Bibbona       | Michele Maijnelli                   |
| 2020        | Marina di Bibbona       | Alessio Scaggiante                  |
| 2021        | Castel di Tusa          | Alessio Scaggiante                  |
| 2022        | Quartu Sant'Elena       | Francesco Gitto                     |
| 2023        | Palermo                 | Michele Maijnelli                   |
| 2024        | Palermo                 | Alessio Scaggiante                  |

## Plurivincitori
1. Michele Borghetti, 13 (di cui 1 ex aequo)
2. Mario Fero, 9
3. Piero Piccioli, 7
4. Eldo Cavalleri, 5 (di cui 1 ex aequo)
5. Francesco Lavizzari, 3
6. Roberto Matrunola, 3
7. Antonino Maijnelli, 3
8. Guido Badiali, 3
9. Daniele Bertè, 3
10. Nicola Fiabane, 3
11. Francesco Gitto, 3
12. Alessio Scaggiante, 3
13. Nelusco Botta, 2
14. Antonio Coppoli, 2 (di cui 1 ex aequo)
15. Angelo Volpicelli, 2
16. Marino Saletnik, 2
17. Cesare Garuti, 2
18. Adolfo Battaglia, 2
19. Ciro Fierro, 2
20. Mirco De Grandis, 2 (di cui 1 ex aequo)
21. Michele Maijnelli, 2

## Campionato italiano Under 16
1. Stefano Valentini (2010)